# Diecezja Luebo
Diecezja Luebo – diecezja rzymskokatolicka w Demokratycznej Republice Konga. Powstała w 1959 jako wikariat apostolski. W tym samym roku podniesiona do rangi diecezji.

## Biskupi diecezjalni
- Joseph Ngogi Nkongolo † (1959–1966)
- François Kabangu wa Mutela † (1967–1987)
- Emery Kabongo Kanundowi (1987–2003)
- Pierre-Célestin Tshitoko, od 2006